# 455 هـ
455 هـ هي سنة في التقويم الهجري امتدت مقابلةً في التقويم الميلادي بين سنتي 1063 و1063.

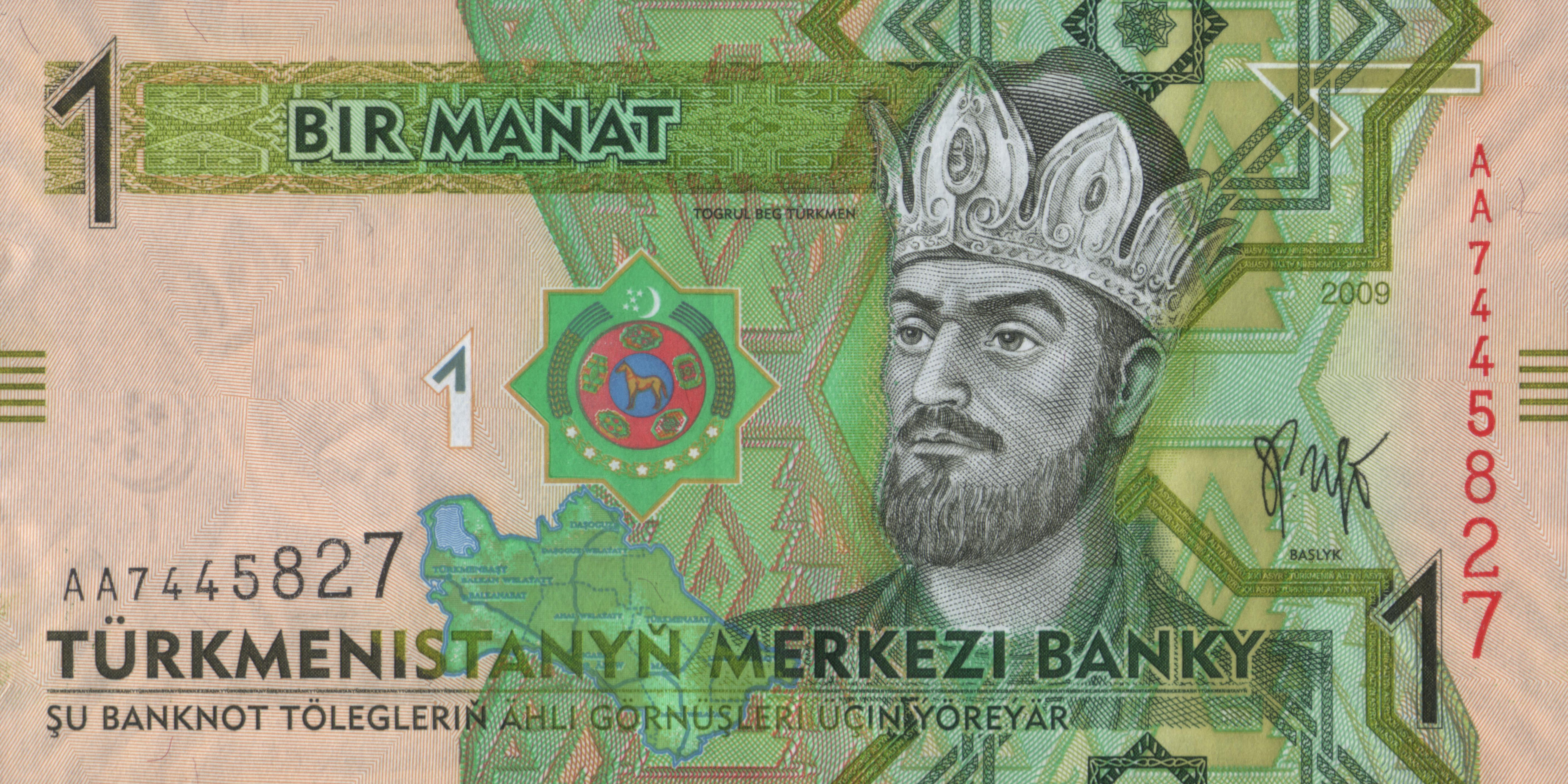
طغرل بك

## أحداث
- ألب أرسلان يصبح السلطان السلجوقي

## مواليد
- ابن الزاغوني

## وفيات
- أبو بكر بن طاهر
- طغرل بك
- ابن بطلان
- طغرلبك